# Barina Waqa

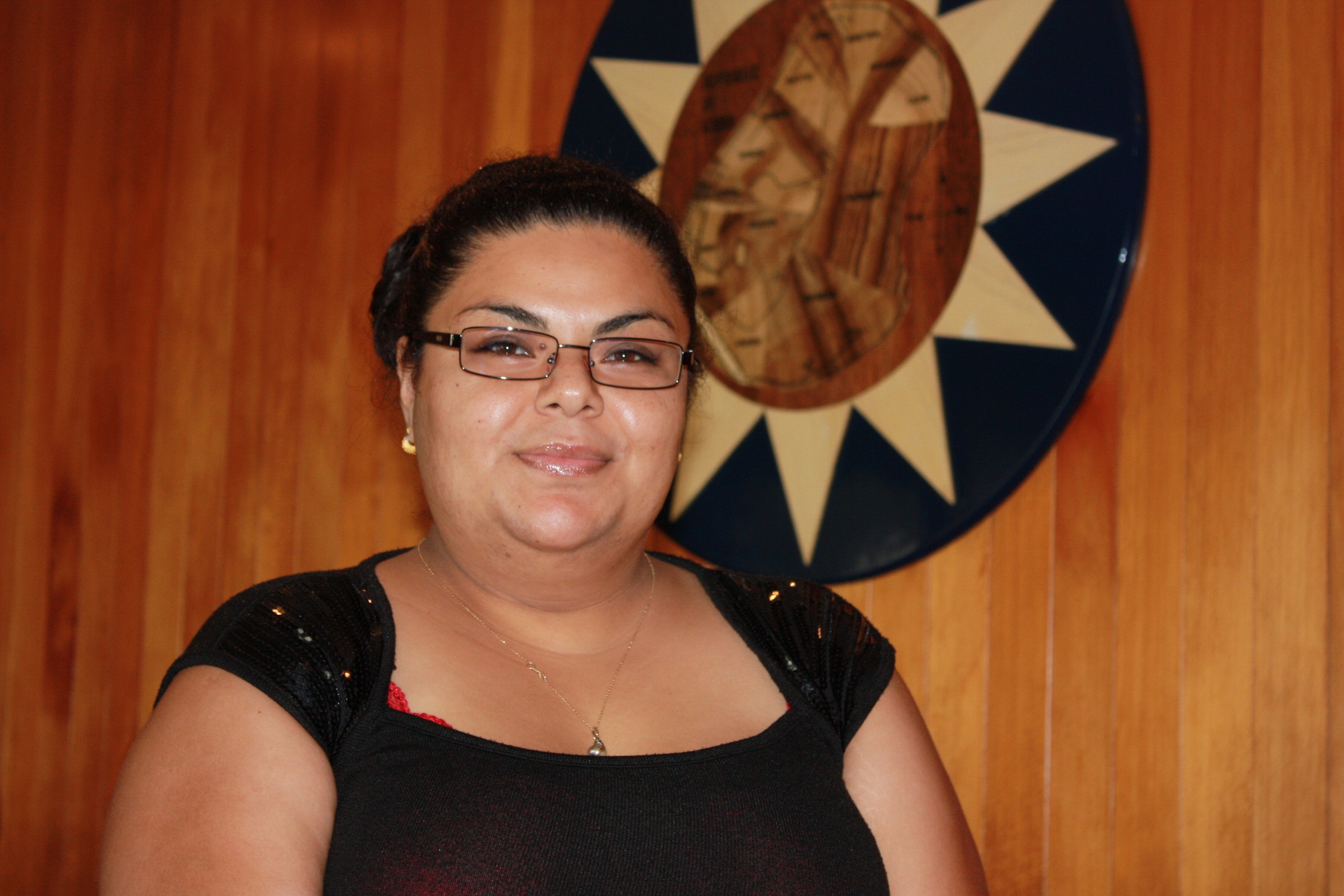
Barina Waqa (2011)

Barina Waqa ist Secretary for Multi-Cultural Affairs (Sekretärin für Multikulturelle Angelegenheiten) im Department of Justice and Border Control (Amt für Recht und Grenzschutz) in Nauru. Sie ist Naurus erste weibliche Rechtsanwältin.
2006 erhielt Waqa ein Stipendium (Australian Regional Development Scholarship) durch Australia Awards for Development und erwarb einen Abschluss in Rechtswissenschaften an der University of the South Pacific in Vanuatu. Sie hielt zuvor schon die Position des Principal Legal Officer im Department of Justice and Border Control. 
2011 erhielt sie ein weiteres Stipendium von der Australian Bar Association, woraufhin sie einen Trial Advocacy-Lehrgang in Western Australia absolvieren konnte.